# HMS Gurkha (F20)
«Гуркха» (англ. HMS Gurkha (F20) — військовий корабель, ескадрений міноносець типу «Трайбл» Королівського військово-морського флоту Великої Британії за часів Другої світової війни.
Есмінець «Гуркха» був закладений 6 липня 1936 року на верфі компанії Fairfield Shipbuilding and Engineering Company у Говані. 7 липня 1937 року корабель спустили на воду, а 21 жовтня 1938 року він увійшов до складу Королівських ВМС Великої Британії. Есмінець короткий термін брав участь у бойових діях на морі в Другій світовій війні; бився у Північній Атлантиці біля берегів Норвегії та загинув у ході її проведення. «Гуркха» став першим британським ескадреним міноносцем, який був знищений у наслідок повітряної атаки у ході війни.
За проявлену мужність та стійкість у боях нагороджений двома бойовими відзнаками, а його ім'я було присвоєне одному з есмінців типу «L» — «Гуркха» (G63).

## Дизайн і конструкція
«Гуркха» належав до есмінців типу «Трайбл», що відрізнялися від своїх попередників помітно гострішими обводами носової частини й кліперним форштевнем, які підкреслювали їхню стрімкість. Близько 40 % довжини корабля займав півбак, котрий трішки піднімався до форштевня. Корабель мав всього одну суцільну палубу — верхню. Так звана нижня палуба насправді була платформою і проходила лише на носі і в кормі, поза межами машинно-котельних відділень. 15 водонепроникних перегородок, що доходили до верхньої палуби, поділяли корпус на 16 відсіків. Теоретично за затоплення будь-яких двох з них есмінець повинен був зберігати плавучість. По всій довжині корпусу йшло друге дно, а в районі 20-24-го шпангоутів був виріз під антену «ASDIC», котра опускалась.
Як й інші представники типу «Трайбл», «Гуркха» мав увійти до строю британського флоту у лютому 1938 року, однак, через затримки з поставками корабельного озброєння, есмінець був добудований тільки 21 жовтня 1938 року.
Корпус «Гуркха» мав загальну довжину між перпендикулярами 115 м, бімс — 11,13 м та осадку до 3,43 м. Водотоннажність бойового корабля становила: стандартна — 1 891 та повна — 2 519 довгих тонн відповідно.
Головна енергетична установка складалась з трьох триколекторних Адміралтейських котлів з пароперегрівником і двох одноступінчатих турбозубчатих редукторів. Розміщення ГЕУ — лінійне. Котли розміщувалися в ізольованих відсіках, турбіни — у загальному машинному відділенні, за цього редуктори були відокремлені від турбін водонепроникною перегородкою. Робочий тиск пару — 21,2 кгс/см² (20,5 атм.), температура — 327 °С (620 °F).
Проектна потужність становила 44 000 к.с. за частоти обертання 350 об/хв, що мало забезпечити максимальну швидкість ходу (за повного навантаження) в 32,5 вузли (60,1 км/год). Однак на ходових випробуваннях есмінець досяг швидкості 36 вузлів. Запас палива зберігався у восьми паливних танках ємністю 524 тонни мазуту, що забезпечувало дальність ходу 5 700 миль (10 556 км) 15-вузловим ходом (27,8 км/год) або 3 200 миль (5 926 км) 20-вузловим ходом. Дальність плавання на повному ході становила 1 200 миль. Екіпаж корабля становив 190 офіцерів та матросів.

## Озброєння
Корабельна артилерія головного калібру (ГК) есмінця «Гуркха»: вісім 120-мм універсальних швидкострільних гармат QF Mk.XII з довжиною ствола 45 калібрів у подвійних баштах типу CP Mk.XIX 'A', 'B', 'X', та 'Y', загальною вагою до 25,9 тонн кожна. Башти розміщувалися по центральній осі корабля та утворювали дві передні й дві кормові вогневі позиції. Максимальний кут піднесення +40°, зниження на −10°. Кут горизонтального наведення установок становив 340°, мертва зона — 20°. Маса снаряда 22,7 кг, початкова швидкість — 808 м/с. Гармати мали швидкострільність 10-12 пострілів на хвилину на дальність — 15 520 м. Боєзапас становив 300 пострілів на ствол (200 — фугасних, 50 — осколкових з дистанційнім підривачем та 50 — освітлювальних). Живучість ствола — до 1 400 пострілів.
Зенітне озброєння корабля включало одна 40-мм автоматична зенітна гармата QF 2 Mark II з боєзапасом 14 400 снарядів та два 12,7-мм зчетверені зенітні кулемети Vickers .50 з боєзапасом 10 000 набоїв на установку. Окрім важких кулеметів на есмінці були чотири 7,71-мм кулемети «Льюїс».
Торпедне озброєння складалося з одного чотиритрубного 21-дюймового (533-мм) торпедного апарату Mark IX, що розташовувався в кормовій частині корпусу на осьовій лінії й мав запас тільки чотири торпеди. Торпеди Mk.IX мали максимальну дальність дії 11 000 ярдів (10 055 м) зі швидкістю 41 вузол. Бойова головка мала 330 кг тринітротолуолу, але невдовзі після вступу корабля до строю їх змінили на більш потужну торпеду з 367 кг торпекса.
Протичовнове озброєння есмінця складалося з гідролокатора «ASDIC», 20 глибинних бомб, 1 бомбоскидача і двох бомбометів на кормі.
Система управління вогнем складалася з командно-далекомірного поста (директора) Mk.I і комбінованого 12-футового (3,6 м) далекоміра/зенітного директора Mk.II, які розміщувалися на верхньому містку на окремих основах. Перший з них був візиром центрального наведення, але використовувався тільки для стрільби по морських цілях, другий слугував далекоміром при стрільбі по морських цілях і далекоміром-директором для зенітної стрільби. Серйозним недоліком була відсутність стабілізації ПКАВ (прилад керування артилерійським вогнем).

## Історія

### Передвоєнні часи
У жовтні 1938 року «Гуркха» завершив проходження ходових випробувань і був введений до лав 1-ї флотилії есмінців. Незабаром здійснив перший похід до Мальти. У січні 1939 року вийшов до Гібралтару, де увійшов до складу сил флоту, що взяли участь у спільних військових навчаннях Середземноморського та Домашнього флотів Об'єднаного королівства. 3 березня 1939 року зіткнувся з однотипним есмінцем «Сикх» та змушено був відправлений у доки Мальти на відновлювальні роботи.
Після відновлення боєздатності повернувся до строю, продовжував виконання завдань у складі флотилії есмінців Середземноморського флоту, залучався до навчань, офіційних візитів до іноземних портів та відвідування військово-морських баз.

### Початок війни
З початком Другої світової війни корабель разом з іншими есмінцями «Афріді», «Сикх» та «Могаук» виділені до патрулювання в акваторії Червоного моря. 3 вересня 1939 року вони пройшли Суецький канал та прибули до району спостереження за італійським флотом, що базувався в порту Массауа. У жовтні есмінці здійснили перехід до Англії, 13 числа прибули в Портленд.
Однак, після прибуття до берегів метрополії есмінець «Гуркха» почали переслідувати невдачі одна за одною. 28 листопада корабель зняли з бойового патрулювання через технічні неполадки з силовою установкою та доставили на ремонт до Вулстона, Саутгемптон. Після кропіткого ремонту енергетичної установки корабель відправили на ходові випробування морем, але на нещастя 25 січня 1940 року під час постановки на швартови «Гуркха» врізався в пірс та зазнав серйозних пошкоджень корпусу. На цьому тестування закінчились і його знову поставили в док на ремонт.
Нарешті 3 лютого корабель відновили після аварії та він вийшов із Саутгемптона до Скапа-Флоу, де він приєднався до флотилії Флоту метрополії
У ніч з 23 на 24 лютого 1940 року, екіпаж есмінця «Гуркха» під час патрулювання між Фарерськими та Оркнейськими островами виявив на поверхні моря німецький підводний човен U-53. Британський корабель атакував субмарину глибинними бомбами та потопив її з усім екіпажем.
7 квітня 1940 року, «Гуркха» з есмінцями «Афріді», «Могаук», «Зулу», «Козак», «Кашмір», «Кельвін», польськими «Гром», «Бурза» і «Блискавиця» вийшов на супровід крейсерів «Аретьюза» і «Галатея», котрі вийшли на перехоплення німецьких капітальних кораблів, що були виявлені повітряною розвідкою у Північному морі. Протягом наступних днів флотське угруповання проводило пошук у відкритому морі.
9 квітня 1940 року німецький вермахт вторгся в Норвегію, і «Гуркха», як частина морського угруповання, здійснив перехід до Бергена для атаки німецького крейсера, що був там виявлений. Напад ворожого корабля був скасований командою Адміралтейства, проте, невдовзі група британських кораблів була атакована 47 німецькими пікіруючими бомбардувальниками He 111 і Ju 88 зі складу KG 26 та KG 30. «Гуркха» піддався атаці декількох бомбардувальників одночасно і був уражений авіабомбою. У наслідок вибуху спалахнула пожежа, й швидко стало ясно, що загасити її не вдасться. Персонал есмінця був врятований крейсером «Аврора» та сістер-шипом «Машона». Незабаром «Гуркха» перевернувся догори дриґом та стрімко затонув. 16 членів екіпажу загинуло, 199 — врятовані.